# Czakram (broń)

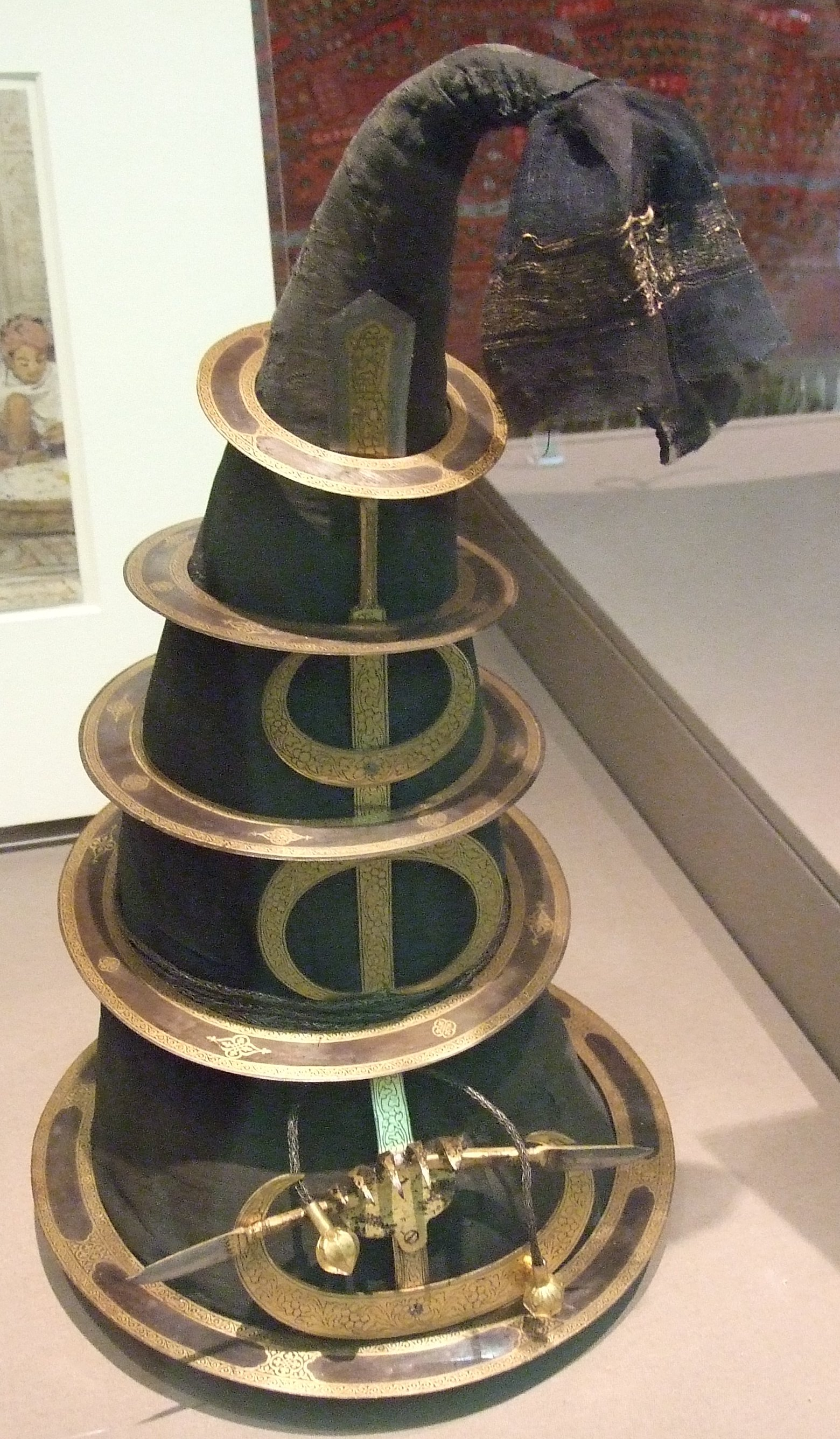
Sikhijska stożkowa czapka z nałożonymi czakramami

Czakram (dewanagari चक्र), także szakra lub szakram – rodzaj broni pochodzącej z Indii, służącej do rzucania. Ma kształt płaskiej metalowej obręczy z ostrą krawędzią zewnętrzną, średnicy (100–300 mm). Technika rzutu czakramem jest dyskusyjna, nie jest jasne czy rozkręcano go na palcu, czy ciskano jak dysk, z zamachem całego ciała.
Czakramy, często zdobione napisami lub ornamentami, nie były używane poza Indiami. Były popularne wśród Sikhów, którzy nosili je nawleczone na specjalne, spiczaste nakrycia głowy.

## W kulturze masowej
Jednym z częściej używanych przez Xenę, bohaterkę serialu Xena: Wojownicza księżniczka, był magiczny czakram.